# پرنده‌های خارزار (مجموعه تلویزیونی)
پرنده‌های خارزار (کره‌ای: 가시나무새) یک مجموعه تلویزیونی کره جنوبی سال ۲۰۱۱ با بازی هان هه جین، جو سانگ ووک و کیم مین جونگ است. این مجموعه از ۲ مارس تا ۵ مه ۲۰۱۱، روزهای چهارشنبه و پنجشنبه ساعت ۲۱:۵۵ (کی‌اس‌تی) از کی‌بی‌اس۲ برای ۲۰ قسمت پخش شد.
عنوان «پرنده‌های خارزار» به شخصیت جونگ اون برمی‌گردد که همه تلاشش را می‌کند تا درد و رنج را کم کند. پرنده خارزار پرنده‌ای افسانه‌ای است که از بدو تولد به دنبال بوته خار می‌گردد و وقتی آن را پیدا می‌کند خودش را با تیزترین خار آن زخمی می‌کند و با درد زیادی که می‌کشد زیباترین نغمه دنیا را می‌خواند.

## بازیگران

### اصلی
- هان هه جین در نقش سو جونگ اون
  - کیم سو-هیون در نقش جوانی سو جونگ اون
- کیم مین جونگ در نقش هان یو کیونگ
  - یون جونگ اون در نقش جوانی هان یو کیونگ
- جو سانگ ووک در نقش لی یونگ جو
  - لی ته ری در نقش جوانی لی یونگ جو
- سو دو یونگ در نقش چوی کانگ وو